# Eudynamys
Eudynamys és un gènere d'ocells de la família dels cucúlids (Cuculidae).

## Taxonomia
El gènere Eudynamys va ser introduït el 1827 pels naturalistes anglesos Nicholas Vigors i Thomas Horsfield. El nom combina el grec antic «eu» que significa “bell” amb «dunamis» que significa “poder” o “força”. El 1840, George Robert Gray va designar el cucut koel de Nova Guinea (Eudynamys orientalis) com l'espècie tipus.
Un estudi de Sorenson i Payne (2005) de la genètica molecular va trobar que el parent més proper d'Eudynamys és el cucut capnegre (Microdynamis parva) i més enllà el cucut cuaample (Pachycoccyx audeberti). Van trobar que el cucut koel del Pacífic (Urodynamis taitensis) de Nova Zelanda i el Pacífic, que abans s'havia col·locat a Eudynamys com a E. taitensis estava més allunyat, juntament amb altres membres de la tribu Cuculini, inclòs el cucut de coroneta blanca. Tanmateix, no totes les evidències de les relacions són tant sòlides i es necessita més investigació.
La majoria de les principals autoritats taxonòmiques estan d'acord en atribuir 3 espècies a aquest gènere:
- cucut koel de Nova Guinea (Eudynamys orientalis).
- cucut koel asiàtic (Eudynamys scolopaceus).
- Eudynamys melanorhynchus.

Tanmateix, BirdLife International no considera E. melanorhynchus espècie de ple dret.